# Rubigen
Rubigen is een gemeente en plaats in het Zwitserse kanton Bern, en maakt deel uit van het district Bern-Mittelland.
Rubigen telt 2.906 inwoners.